# Звучащая раковина
«Звучащая раковина» — советская поэтическая группа, действовавшая в Петрограде/Ленинграде с 1921 года до завершения эпохи НЭПа. Основана слушателями студии Н. С. Гумилёва, руководившего объединением до ухода из жизни.

## История
В начале 1921 года младшее поколение слушателей студии Гумилёва создало поэтический кружок, в состав которого вошли 12 человек: Ф. М. Наппельбаум, И. М. Наппельбаум, А. И. Фёдорова (Вагинова после замужества), В. И. Лурье, Н. П. Сурина, К. К. Вагинов, П. Н. Волков, Н. Столяров, О. Зив, Т. Рагинский-Карейво, Н. К. Чуковский и В. Ф. Миллер.
Сначала общество организовывало собрания в Доме Искусств в студии Гумилёва, а после его расстрела — в мастерской фотографа М. С. Наппельбаума на Невском проспекте рядом с Литейным и проводило их в этом месте приблизительно до 1925 года (Н. К. Чуковский в своих воспоминаниях называл это время «Салоном Наппельбаумов»). На встречах проходили уроки поэтического мастерства, чтение и обсуждение стихов, устраивались развлечения.
Вместе с 12 студийцами на собрания в ателье Наппельбаума приходили и участники кружка «Цех поэтов» И. В. Одоевцева, Г. В. Иванов, Н. А. Оцуп, Г. В. Адамович (эмигрировали в 1922 году), а также члены поэтических обществ «Серапионовы братья» и «Островитяне».
В «понедельниках» общества регулярно участвовали Н. Н. Берберова, В. Ф. Ходасевич, М. А. Кузмин, которого всегда сопровождали А. Д. Радлова, Ю. И. Юркун и О. А. Арбенина-Гильдебрандт; эти собрания, кроме того, посещали А. А. Ахматова, С. Э. и Н. Э. Радловы, М. Л. Лозинский, Ф. К. Сологуб, К. И. Чуковский, В. А. Рождественский, Н. А. Павлович, Б. К. Лившиц, Е. И. Замятин; после 1922 года — А. Крайский, И. Садофьев, Е. Панфилов, Н. Л. Браун, М. А. Фроман и П. Н. Лукницкий, который собирал источники о Гумилёве. В 1923 году одна из встреч кружка сопровождалась выступлением прибывшего из Москвы Б. Л. Пастернака.
В 1925 году группа отметила двадцатилетие литературной деятельности Кузмина.

## Издательская деятельность
Единственным источником для издательской деятельности общества были субсидии М. С. Наппельбаума. В 1921 году опубликован альманах группы со стихами сестёр Наппельбаум, Вагинова и других членов клуба; в 1923 — сборник «Город», в который вошли как работы участников объединения, так и стихи Н. Тихонова, пьеса «Бертран де Борн» Л. Лунца с его рецензией на произведение «Хулио Хуренито» И. Эренбурга, статья И. Груздева, посвящённая М. Гершензону. Позднее «Звучащая раковина» выпустила две книги стихов: в 1926 году — «Стихи (1921—1925)» Ф. Наппельбаум, в 1927 — «Мой дом» Иды Наппельбаум.